# متحف الجيش الباكستاني
متحف الجيش الباكستاني (بالأردوية: پاک فوج متحف)‏ متحف للجيش الباكستاني يقع في معسكر راولبندي في مدينة راولبندي في إقليم البنجاب في شمال شرق باكستان. اُفتتح في 24 أكتوبر 1961، للحفاظ على تاريخ الجيش الباكستاني من خلال الآثار والصور. وهو واحد من أكبر المتاحف في باكستان.

## الموقع والمحتويات
يحتوي المتحف على قطع نادرة من الأسلحة القديمة والزي الرسمي للقوات العسكرية. يعرض بالمتحف بعض الدبابات من خزانات شيرمان. ويقع المتحف في المقر العام للجيش الباكستاني وسابقا كان يتبع للثكنات الاستعمارية خلال الاحتلال البريطاني. يعرض المتحف الأسلحة والذخيرة من عصر المغول وصولًا إلى الأسلحة الحديثة. كما يتم تقديم تاريخ مفصل لتطور الجيش الباكستاني في مبنى المتحف الجديد.

## الحرب العالمية على الإرهاب
خصص معرض خاص للحرب العالمية على الإرهاب وعمليات الجيش الباكستاني لمكافحة الإرهاب في المناطق القبلية على الحدود الباكستانية الأفغانية.

## روابط خارجية
- الصفحة الرئيسية متحف الجيش الباكستاني في روالبندي